# Sinularia jasminae
Sinularia jasminae är en korallart som beskrevs av Philip Alderslade och Shirwaiker 1991. Sinularia jasminae ingår i släktet Sinularia och familjen läderkoraller. Inga underarter finns listade i Catalogue of Life.